# Jean-Claude Killy

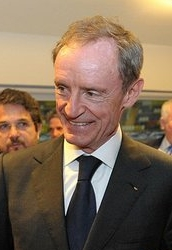
J-C. Killy v roce 2012

Jean-Claude Killy (* 30. srpna 1943, Saint-Cloud, Francie) je někdejší francouzský sjezdař. Stal se nejúspěšnějším závodníkem na ZOH v Grenoblu v roce 1968, když získal olympijské zlato ve všech tehdejších mužských disciplínách alpského lyžování – slalomu, obřím slalomu i sjezdu. Dvakrát vyhrál celkové hodnocení světového poháru, šestkrát se stal Mistrem světa a 15x také zvítězil v závodech Světového poháru.

## Osobní život
V roce 1973 se oženil s francouzskou herečkou Danielle Gaubert, se kterou žil až do roku 1987, kdy ve 44 letech zemřela na rakovinu. Měli spolu dceru Emilii. Killy také adoptoval dvě děti z jejího předchozího manželství s Rhadamésem Trujillem – synem Rafaela Trujilla, v roce 1961 zavražděného diktátora z Dominikánské republiky.